# Hamlet and Oedipus
Hamlet e Édipo é um estudo de Ernest Jones sobre o personagem Hamlet, da peça homônima de William Shakespeare. 
Jones, colega e biógrafo de Sigmund Freud, examina os comportamentos inexplicáveis do personagem, à luz da psicanálise,  dando sequência aos comentários do próprio Freud sobre a peça de Shakespeare, conforme expresso a Wilhelm Fliess em 1897, antes de ser publicado no Capítulo V de A Interpretação dos Sonhos (1899).

## Análise
Na esteira de Freud, Jones explica a misteriosa procrastinação de Hamlet como consequência do complexo de Édipo: o filho adia continuamente o ato de vingança por causa da situação psicodinâmica impossivelmente complicada em que ele se encontra. Embora odeie seu tio fratricida, Hamlet se identifica inconscientemente com ele, pois ao matar seu pai e se casar com sua mãe, Cláudio realizara os desejos inconscientes do próprio Hamlet. Além disso, o casamento com a mãe de Hamlet dá ao tio o status inconsciente do pai - o que gera, em Hamlet, impulsos destrutivos, repressão e grande ansiedade.
O ensaio de Jones foi publicado pela primeira vez com o título  "O Complexo de Édipo como Explicação do Mistério de Hamlet: Um estudo sobre o motivo", no The American Journal of Psychology, em janeiro de 1910. Posteriormente foi ampliado em publicação de 1923, antes de finalmente aparecer como um estudo de fôlego  - o livro Hamlet e Édipo -, em 1949.

### O pai de Shakespeare
Freud havia originalmente ligado a escrita de Hamlet (com seu subtexto edipiano) à morte do pai de Shakespeare, em 1601, mas teve que abandonar essa visão quando deu seu apoio à tese oxfordiana sobre a autoria das obras de Shakespeare - algo que Jones sempre rejeitou em seu estudo.

## Recepção
Em 1986, o historiador Peter Gay descreveu Hamlet e Édipo como "ainda controverso", observando que o trabalho vinha sendo criticado como "literal e não literário". Gay considerou Hamlet e Édipo persuasivo, mas apenas como uma "modesta explicação psicanalítica da hesitação de Hamlet".